# ديفن بوش
ديفن بوش (بالإنجليزية: Devin Bush)‏ هو لاعب كرة قدم أمريكية أمريكي، ولد في 3 يوليو 1973 في ميامي في الولايات المتحدة.

## وصلات خارجية
- ديفن بوش على موقع مرجع كرة القدم المحترفة.كوم (الإنجليزية)